# Jaime Filipe
Jaime Octávio de Magalhães Filipe (Lisboa, São Sebastião da Pedreira, 31 de Maio de 1923 – Lisboa, 9 de Agosto de 1992) foi um inventor português e o pioneiro da Engenharia de Reabilitação em Portugal.

## Biografia
Em 1971, Jaime Filipe concluiu o curso de Eletrotecnia e Máquinas do Instituto Industrial de Lisboa, actualmente Instituto Superior de Engenharia de Lisboa (ISEL), sendo equiparado ao grau académico de Bacharel/Licenciado em Engenharia e conferindo-lhe o título profissional de Engenheiro Técnico de Electromecânica. Nessa altura já se interessava pelas Tecnologias de Apoio para pessoas com deficiência. Matriculou-se neste curso inicialmente como aluno extraordinário (n.º 2748), desempenhando em paralelo várias actividades profissionais, nomeadamente na Emissora Nacional de Radiodifusão, onde começou a trabalhar como Desenhador Técnico (1940), tendo depois desempenhado funções de Operador de Captação de Som, até à sua entrada na RTP, em 1957. Também interrompeu os seus estudos devido a serviço militar obrigatório no Batalhão de Telegrafistas.
Jaime Filipe aderiu, como sócio fundador, à Associação Portuguesa de Inventores (API) em Junho de 1970 e no seio dessa organização criou, em 25 de Junho 1974, o CIDEF – Centro de Inovação para Deficientes Físicos, especializado na área da Engenharia de Reabilitação, no âmbito do qual concebeu vários Produtos de Apoio para pessoas com deficiência, galardoados no Salão Internacional de Invenções de Genebra e no Salão Mundial de Invenções de Bruxelas. Em 1974, era também Vice-Presidente da Mesa da Assembleia desta associação, que em 1973 acrescentou a palavra Inovação à sua designação (APII – Associação Portuguesa de Invenção e Inovação), deixando de ser uma associação de classe para ser uma associação de objectivos . Nos anos 80, Jaime Filipe tornou-se Presidente da Associação (com a designação de APC - Associação Portuguesa de Criatividade, desde 1976), após o falecimento do seu presidente fundador, Eng.º Humberto Duarte Fonseca, em 1983. Durante esse período, foi também director do Boletim Informativo Inventiva (Dez 1984 - Maio de 1986), que substituiu a revista Inventiva, criada em Abril de 1973 pela API (no seu 3.º aniversário).
Da sua autoria destaca-se o Sistema de Visão Táctil para cegos, tornado realidade pela empresa americana Telesensory, no sistema En:Optacon, que permitia que cegos lessem escritos em negro.
Verificando a incapacidade tecnológica de Portugal transformar os seus projectos em produtos de mercado, Jaime Filipe trocava alguns dos seus projectos e contributos por equipamentos cedidos pelas empresas fabricantes para utilização pelas pessoas com deficiência.
O CIDEF transformou-se em Centro de Reabilitação Profissional, em Novembro de 1992, através do acordo de cooperação celebrado entre a Associação Portuguesa de criatividade e o Instituto do Emprego e Formação Profissional, mantendo, no entanto, valências no domínio da Engenharia de Reabilitação em Serviços de Tecnologias de Apoio.
Aproveitando a sua influência de funcionário da RTP (Engenheiro Técnico de Som), Jaime Filipe criou, em 1978, o programa Novos Horizontes na estação pública – Um Programa de Inovação para Deficientes. Foi através desse programa de televisão (um dos mais longos da RTP) que começou a divulgar a Engenharia de Reabilitação em Portugal , bem como inovações e tecnologias de apoio para pessoas com deficiência.
Na RTP, Jaime Filipe exerceu várias funções de chefia, entre as quais a de Operador Chefe de Captação de Som (início em 1 de Setembro de 1957), Chefe do Serviço de Exploração (início em 1 de Julho de 1966) e Director do Centro de Formação da RTP (início em 17 de Junho de 1985). Após a sua doença, em 1986, foi substituído no cargo de Director do Centro de Formação pelo seu colega de serviço e amigo Eng.º Carlos Alberto Henriques.
Jaime Filipe foi docente do Centro de Formação de Jornalistas e Escola Superior de Jornalismo do Porto, entre 1983 e 1985, dirigido pelo Prof. Doutor Salvato Trigo (actualmente Reitor da Universidade Fernando Pessoa). Foi substituído, por sua indicação, pelo seu colega do Centro de Formação da RTP, Eng.º Carlos Alberto Henriques.
Jaime Filipe adoeceu em 5 de Junho de 1986 , com 63 anos, devido a um AVC (deu entrada nesse dia no Hospital de Santa Maria em Lisboa), ficando completamente paralisado e a comunicar apenas com o piscar dos olhos. Faleceu passados 6 anos e 2 meses, período em que se manteve sempre lúcido e completamente preso do seu corpo.

## Invenções e Prémios
- Bolas de Vento para microfones (1951).[6]
- Orquestrola (1959). Regista patente n.º 36581 em 1972-06-09.[7]
- Electrovisor - Sistema de Visão Táctil para cegos (1959). Regista a patente n.º 36581 em 1959-10-27.
- Electrovisor II (1971). Regista patente n.º 56789 em 1971-11-09. Medalha de Ouro no  21.º Salão Mundial de Invenções e Novos  Produtos de Bruxelas, 1972).[8]
- Músculo Electromagnético (1974). Regista patente n.º 62348 em 1974-07-24. Medalha de Prata Dourada no 5.º Salão Internacional das Invenções de Genebra 1976.[9]
- Motor COMBI (1979). Medalha de Prata no 8.º Salão Internacional de Invenções e Novas Técnicas de Genebra, 9 de Dezembro de 1979.[10]
- Elevador de Cadeira de Rodas (ECR) (1981). Regista patente n.º 73002 em 1981-06-01. Medalha de Ouro no 32.º Salão Mundial de Invenção e Inovação Industrial de Bruxelas em 1983 (c/ prémio especial da cidade de Bruxelas e prémio vice-primeiro-ministro do interior) e Medalha de Ouro no 12.º Salão Internacional de Invenções e Novas Técnicas de Genebra 1984.
- Elevador Manual de Cadeira de Rodas, portátil (ECR III) (1984). Medalha de Prata Dourada no Salão Mundial de Invenções "Eureka 84 - Bruxelas", 9 de Dezembro de 1984 [11] e Medalha de Prata no 13.º Salão Internacional de Invenções e Novas Técnicas de Genebra,  28 de Abril de 1985.[12]
- BASIL- Sistema vibratório de percepção sonora para surdos (1985). Regista patente n.º 80295 em 1985-04-16. Medalha de Ouro no 13.º Salão Internacional de Invenções e Novas Técnicas de Genebra,  28 de Abril de 1985 e Medalha de Ouro no 34.º Salão Mundial de Invenções - EUREKA 85 - Bruxelas. 5 de Dezembro de 1985.[13]
- Bengala electrónica para cegos (1986).[14] Medalha de Prata no 35.º Salão Mundial de Invenções - EUREKA 86 - Bruxelas.

Algumas patentes do Eng.º Jaime Filipe podem ser encontradas no sítio Web do Instituto Nacional da Propriedade Industrial (Portugal), nomeadamente: Processo para accionamento de próteses de membros superiores e inferiores (PT62348 - 1974-07-24); Aparelho destinado a uma percepção táctil de imagens impressas, desenho, letras de grandes dimensões ou fotografias muito contrastadas, por parte de pessoas cegas (PT73002-1981-06-01); Elevador de Cadeira de Rodas (PT77080 - 1983-08-01); Sistema Electrónico Vibráctil para surdos (PT80295 - 1985-05-01).
Em Abril de 1990, foi proposto pelo Ministro do Emprego e Segurança Social – Dr. José Silva Peneda, a atribuição do grau de Grande-Oficial da Ordem do Mérito , ao Eng.º Jaime Filipe, pelos seus altos méritos pessoais e valor dos serviços prestados à comunidade. Esta proposta foi sugerida pelo Secretário Nacional de Reabilitação, Dr. Francisco Fouto Pólvora. O alvará de concessão desta condecoração pelo Presidente da República, Dr. Mário Soares, a maior que pode ser atribuída a um civil, é datada de 26 de Outubro de 1990. A cerimónia da entrega das insígnias foi presidida pelo próprio ministro, no dia 22 de Maio de 1991, na sua cama do Centro de Medicina de Reabilitação do Alcoitão.
O reconhecimento do exemplo do Engenheiro Jaime Filipe é evocado anualmente, desde 2001, com o concurso e atribuição dum Prémio de Inovação Tecnológica com o seu nome, actualmente sob a responsabilidade do Instituto Nacional para a Reabilitação.
No dia do I Simpósio sobre a vida e a obra do Eng.º Jaime Filipe, que teve lugar na UTAD, em 30 de Maio de 2014, foi atribuído o seu nome ao principal laboratório do CERTIC - Centro de Engenharia de Reabilitação e Acessibilidade. Este Laboratório de Tecnologias de Apoio na área das TIC foi criado em Março de 2001. Além da prestação de serviços à comunidade e apoio à investigação, neste laboratório tem sido ministrada formação académica a centenas de alunos da UTAD de vários cursos.
No âmbito do centenário do nascimento do Engenheiro Jaime Filipe, a UTAD organiza o II Simpósio sobre a sua Vida e Obra e o Instituto Nacional para a Reabilitação organiza o evento "Prémio de Inovação Tecnológica Engenheiro Jaime Filipe", ambos a 31 de maio de 2023.

## Engenharia de Reabilitação
Na década de 70 do século passado, altura em que foram criados os primeiros Centros de Engenharia de Reabilitação nos EUA, na Europa e noutros países, Jaime Filipe abriu a porta de entrada desta área em Portugal no CIDEF , praticando-a e divulgando-a quer através da Revista Inventiva da Associação Portuguesa de Criatividade, quer no programa Novos Horizontes da RTP.
Nessa altura, era normalmente o único português a marcar presença em congressos internacionais de Engenharia de Reabilitação , tendo recolhido vários relatórios nesta área que oferecia à Junta Nacional de Investigação Científica e Tecnológica (JNICT), Faculdades de Engenharia e ao Secretariado Nacional de Reabilitação (SNR)  .
Jaime Filipe defendia a formação e motivação para esta área no ensino superior em Escolas de Engenharia, Arquitetura e Medicina (neste caso no desenvolvimento da Bioengenharia). No campo da indústria considerava que a produção nacional deveria ser internacionalizada, como acontecia na Suíça, Suécia ou Dinamarca. Também entendia como útil a criação de uma comissão de estudo da viabilização da Engenharia de Reabilitação em Portugal, com organização de certames internacionais, criação de cooperativas de produção, com operários e técnicos com deficiência, entre outras iniciativas .
Jaime Filipe foi também membro da RESNA - Rehabilitation Engineering and Assistive Technology Society of North America, fundada em 1979. A RESNA foi a primeira associação profissional interdisciplinar nesta área e é uma das principais referências internacionais nos domínios da Engenharia de Reabilitação e das Tecnologias de Apoio. O logótipo "Rehabilitation Enginnering" usado por Jaime Filipe no CIDEF nos anos 80, foi o primeiro logótipo da RESNA em 1979, usado também a nível internacional.
Em Dezembro de 1979, sob proposta do Secretariado Nacional de Reabilitação, foi nomeado pelo Governo como representante de Portugal na International Comission on Technical Aids, Building and Transportation (ICTA), designada em português por Comissão Internacional de Ajudas Técnicas, Habitação e Transportes, que englobava na altura representantes de 42 países de todos os continentes, com secretariado no Canadá.
Em setembro de 1980, é convidado pela Câmara Municipal de Lisboa a integrar o Grupo de Trabalho para a remoção das barreiras arquitetónicas da cidade.
A partir de 1987, já com Jaime Filipe completamente paralisado e acamado, a APC procurou tornar realidade uma ideia de Jaime Filipe - a transformação do CIDEF num Instituto de Engenharia de Reabilitação. O edifício para  esse projecto começou a ser construído em Benfica, impulsionado pelo dirigente da APC - Dr. Manuel Dantas e com o apoio do Instituto de Emprego e Formação Profissional (IEFP). O Instituto ostentaria o nome de Jaime Filipe (Instituto de Engenharia de Reabilitação Jaime Filipe) e deveria contemplar três grandes áreas: 1 - Investigação; 2 - Engenharia de Reabilitação e 3 - Formação profissional nas novas tecnologias (para pessoas com deficiência). Este instituto não se concretizou com este formato, mas o CIDEF tornou-se num Centro de Reabilitação Profissional protocolar com o IEFP, em 1992, mantendo actividade nestas três áreas.

## Expressão musical
Jaime Filipe compunha músicas com muita frequência. Nos anos 60/70, foi administrador da Sociedade de Autores e Compositores Teatrais Portugueses, sendo autor e co-autor de mais de 50 canções, algumas das quais premiadas em festivais do nosso país e no estrangeiro. Foi co-autor de três músicas das finais dos Festivais da Canção da RTP em 1964, 1966 e 1970. Jaime Filipe, fundou com a sua esposa, a cantora Lina Maria, o "Conjunto Guida e Lina".
Enquanto trabalhador da Emissora Nacional, foi durante mais de 10 anos delegado artístico em Lisboa da fábrica de discos Rádio Triunfo Lda, actividade que exercia normalmente nas noites do fim-de-semana. Foi ainda sócio do estúdio de gravação Musicorde, em Campo de Ourique, em Lisboa.

## Família
Filho de Domingos Alberto Filipe (Engenheiro Electrotécnico) e Idalina do Carmo Pereira de Magalhães Filipe (Professora Primária), teve três irmãos, Edmundo Kelvin de Magalhães Filipe (1909), Maria Manuela de Magalhães Filipe (1912) e Domingos Magalhães Filipe (1919). Em 1953, casou com Carolina Vitaliana Duarte Lopes (falecida em Fevereiro de 2009), de quem não teve filhos. Tem duas sobrinhas, Maria Amélia Filipe (filha do irmão Edmundo) e Manuela Maggioni (filha do irmão Domingos). O seu irmão Edmundo teve também outra filha — Helena Filipe, já falecida.

## Galeria

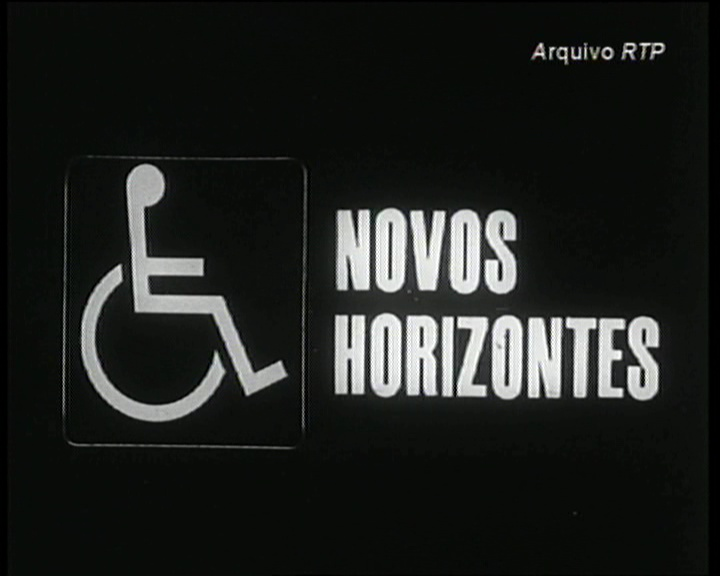
Novos Horizontes
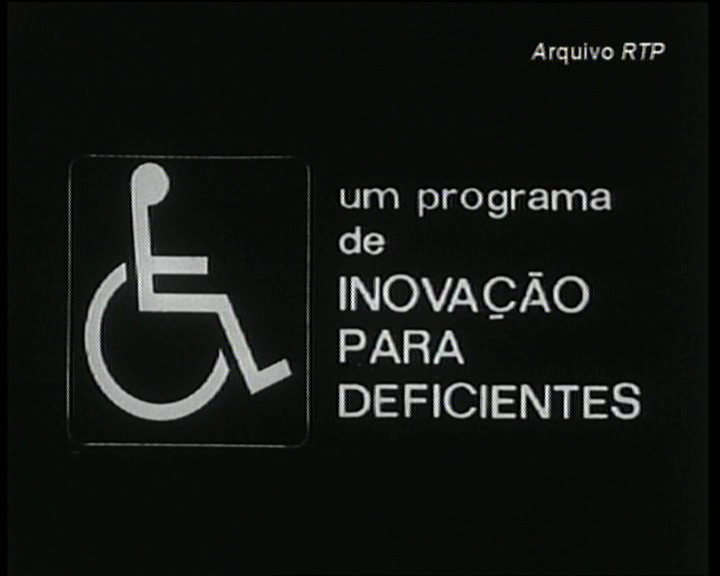
Novos Horizontes: Um programa de inovação para Deficientes
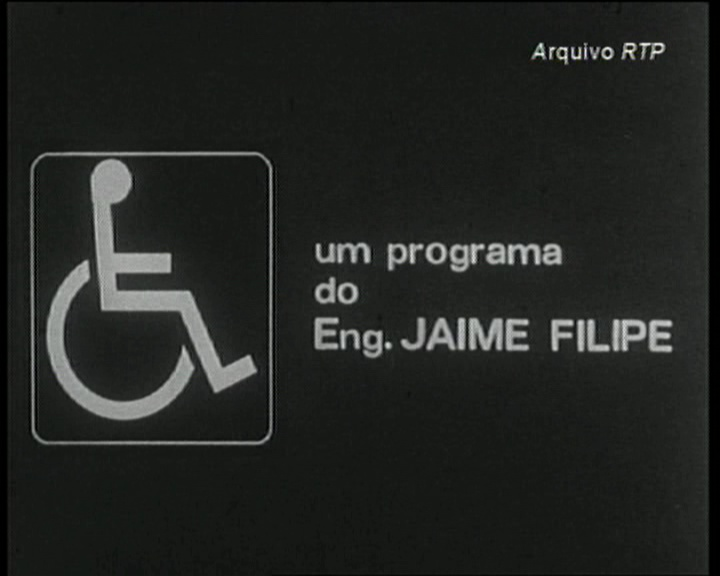
Novos Horizontes: Um programa do Eng. Jaime Filipe